# ДТ-30
ДТ-30 «Витязь» — двухзвенный вездеход на гусеничном ходу, предназначенный для транспортировки в сложных климатических условиях Крайнего Севера, Сибири, Дальнего Востока, Арктики и Антарктики на грунтах с низкой несущей способностью (болото, снежная целина, бездорожье, пересечённая лесистая местность) при температуре окружающей среды от минус 50°С до плюс 40°С.
Для плавающих моделей в её названии добавляется буква (литера) П. Более поздние модификации плавающих двухзвенных гусеничных транспортёров высокой проходимости и большой грузоподъемности ДТ-30П и ДТ-30ПМ, литера М — модернизированный.

## Технические характеристики

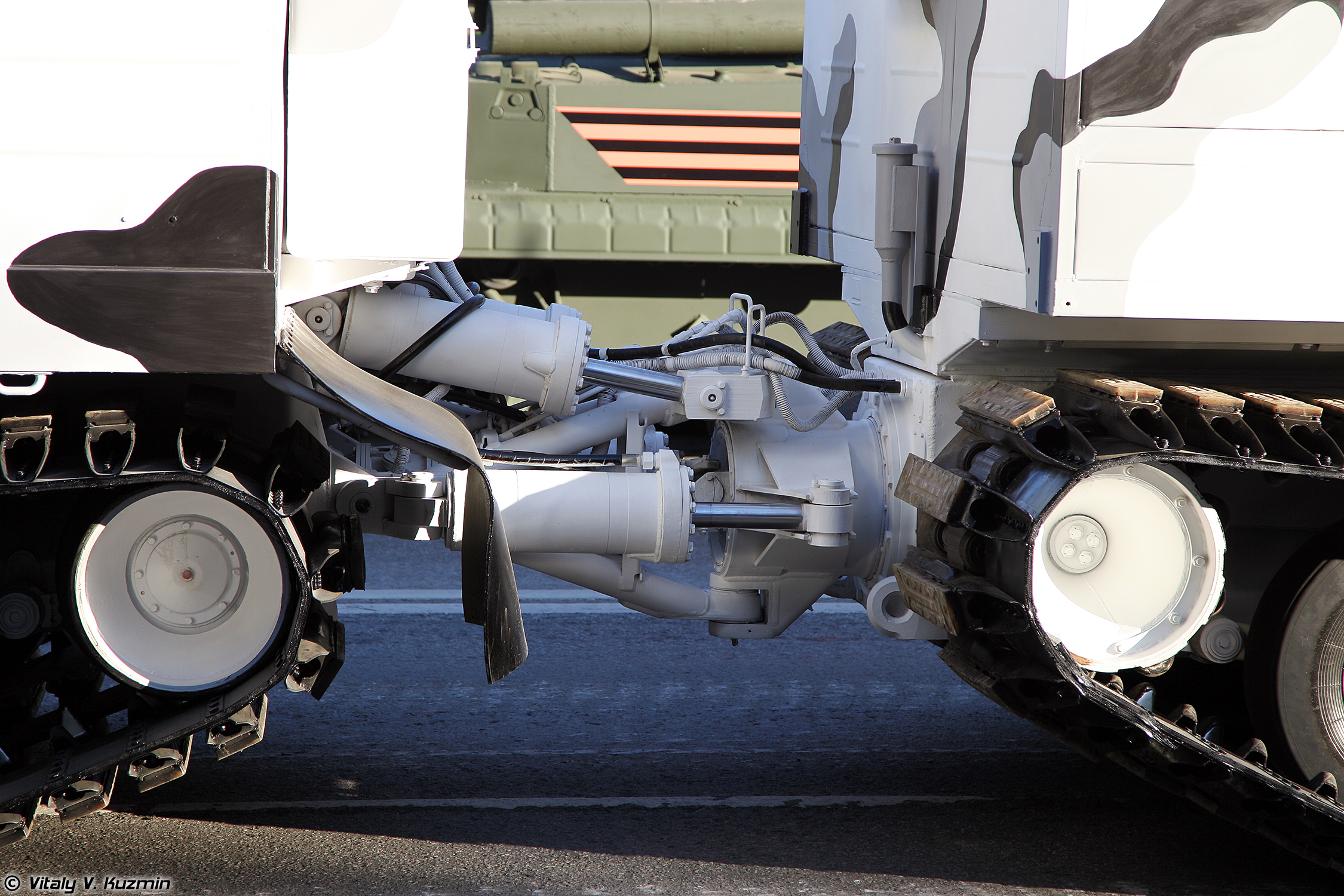
Сочленение звеньев вездехода с карданной передачей крутящего момента на второе звено на примере «Тор-М2ДТ»
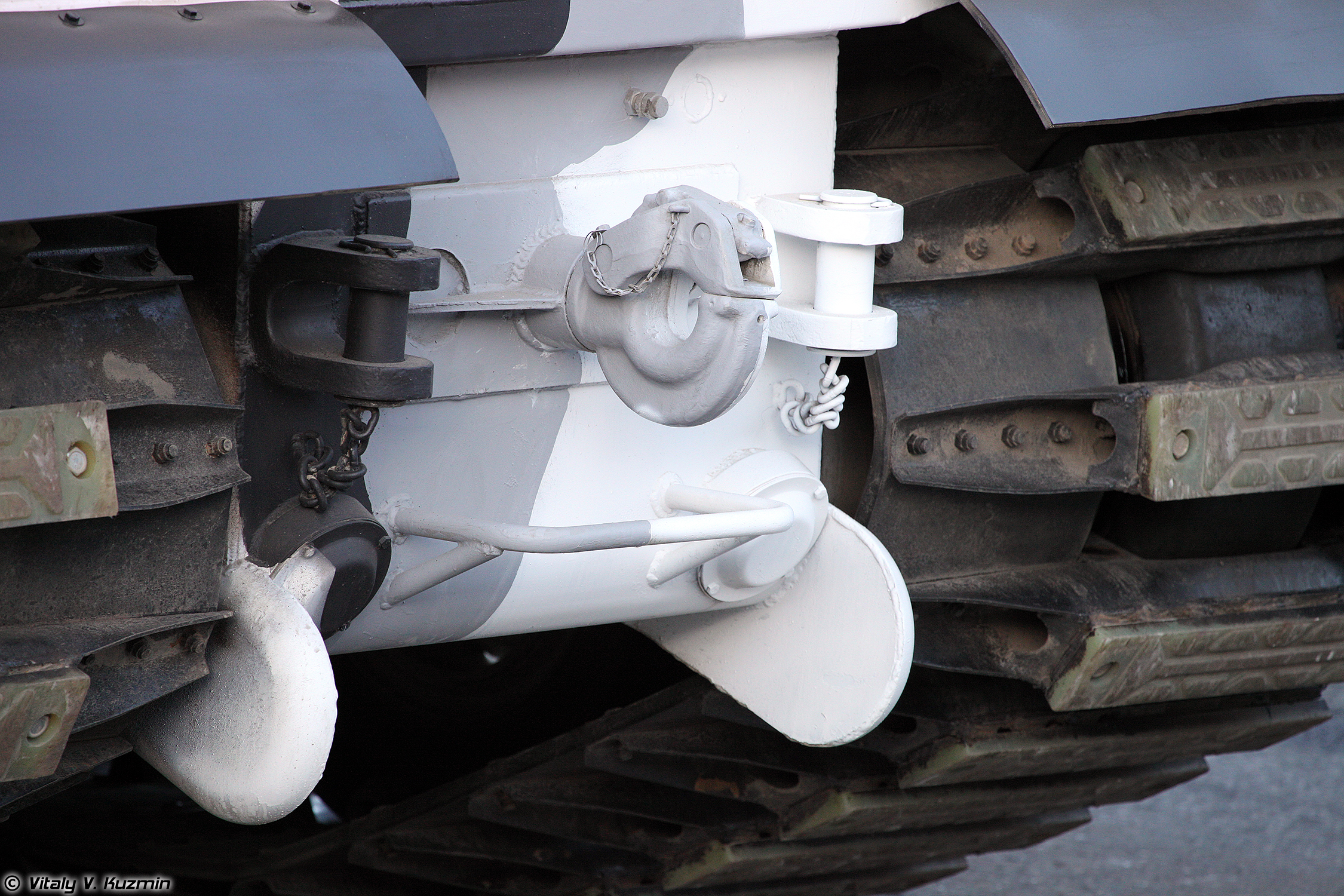
Корма второго звена вездехода на примере «Панцирь-СА»
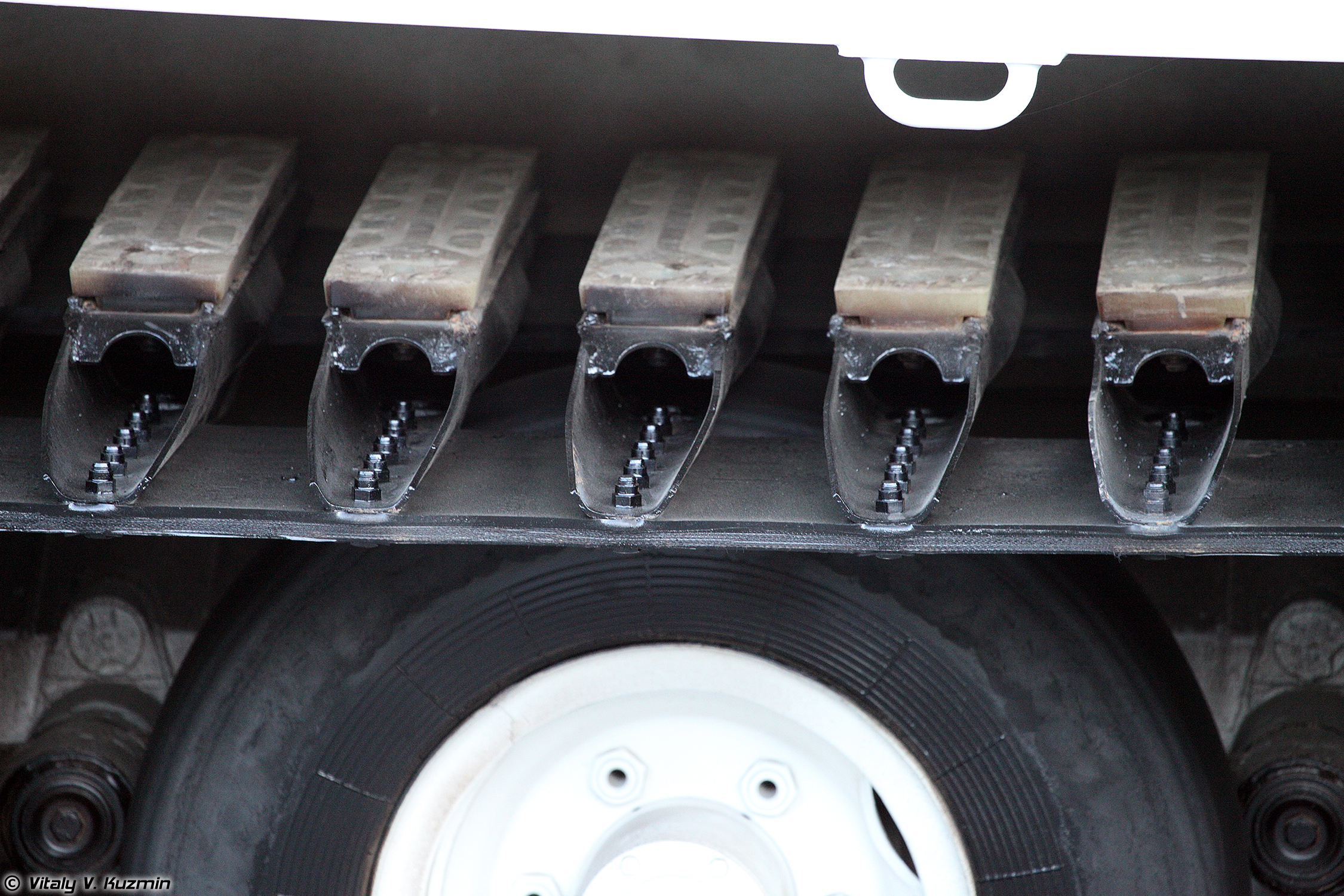
Опорный каток и гусеница (с полимерной накладкой для защиты асфальта).

### ДТ-30
Технические характеристики модели ДТ-30:
- Максимальная длина перевозимого груза — 13 метров.
- Преодолеваемый брод у неплавающих моделей — 1,8 метра.
- Скорость движения на плаву 5 км/ч (с установленным гребным винтом — до 15 км/ч[3]).
- Масса в снаряженном состоянии — 28 т[4]
- Грузоподъемность — 30 т.
- Количество мест в кабине — пять, включая водителя (механика-водителя).
- Мощность двигателя — 710 л. с.
- Максимальная скорость движения по суше — 37 км/час
- Среднее удельное давление на грунт — 0,3 кг/см2
- Расход топлива при движении по суше — 3,5 л/км
- Запас хода по топливу — 500 км
- Подвеска — торсионная
- Движитель — резинотканевая гусеница с металлическими грунтозацепами
- Трансмиссия — гидромеханическая полуавтоматическая
- Двигатель — быстроходный дизельный ЧТЗ В-46-5 (В-46-6), четырёхтактный, V-образный, 12-цилиндровый многотопливный, мощность 574 кВт (780 л. с.)
- Пуск двигателя — сжатым воздухом из баллонов, дублированный — электростартером от аккумуляторных батарей или от внешнего источника тока.

### ДТ-30ПМ
Технические характеристики модели ДТ-30ПМ:
- Масса в снаряжённом состоянии, т: 29,0+0,5
- Грузоподъёмность, т: 30
- Мощность двигателя, кВт (л. с.): 588 (800)
- Максимальная скорость, км/ч:
  - по шоссе: 45
  - на плаву: 5
- Удельное давление на грунт с полной нагрузкой, кПа (кг/см2): 29,43 (0,30)
- Запас хода по контрольному расходу топлива, км: 700
- Угол подъёма, град.: 32
- Высота преодолеваемой вертикальной стенки, м: 1,2
- Ширина преодолеваемого рва, м: 4 … 4,5
- Габариты шасси, мм:
  - длина: 16080
  - ширина: 3100
- Ширины колеи, мм: 2000
- Минимальный радиус поворота, м: 17,3[1]

## Модификации
Ниже представлены серийные модификации модели ДТ-30:
- ДТ-30-1 — модификация с одной удлинённой грузовой платформой закреплённой на обоих звеньях транспортёра.
- ДТ-30МН с двигателем ЯМЗ 8401.10-09. Грузовая платформа открытая.
- ДТ-30ПМН — модернизированный с двигателем ЯМЗ[5].
- ДТ-30ПМ или «Вездесущий» — модификация платформы-шасси для Вооруженных Сил Российской Федерации (ВС России) с броневой защитой обитаемого отсека[6][7][8].
  - ДТ-30ПМ-Т1 — пусковая установка и модуль жизнеобеспечения зенитно-ракетного комплекса Тор-М2ДТ[9].
  - ДТ-30ПМ-Т2 — мастерская технического обслуживания зенитно-ракетного комплекса Тор-М2ДТ[9].

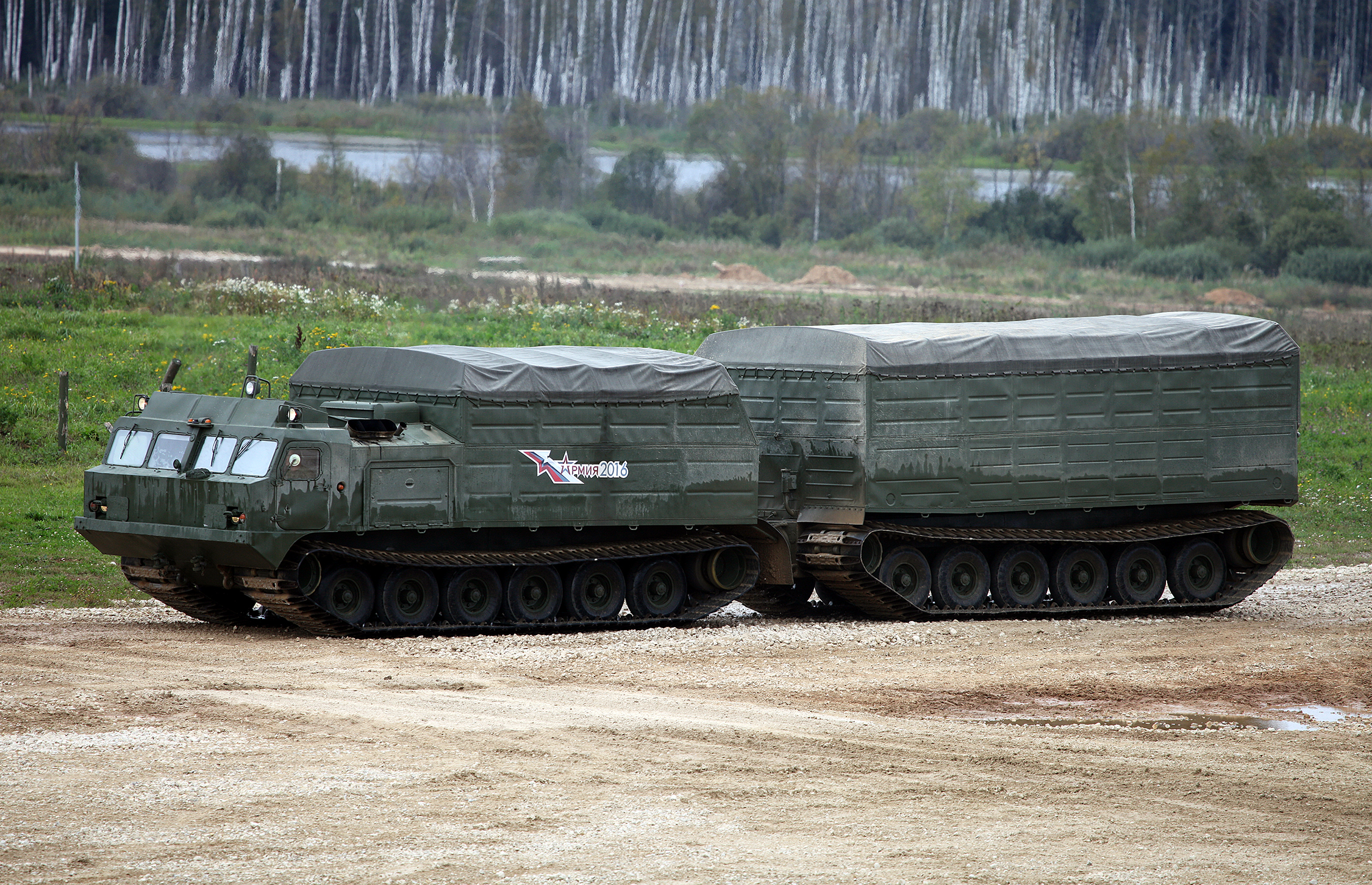
ДТ-30П
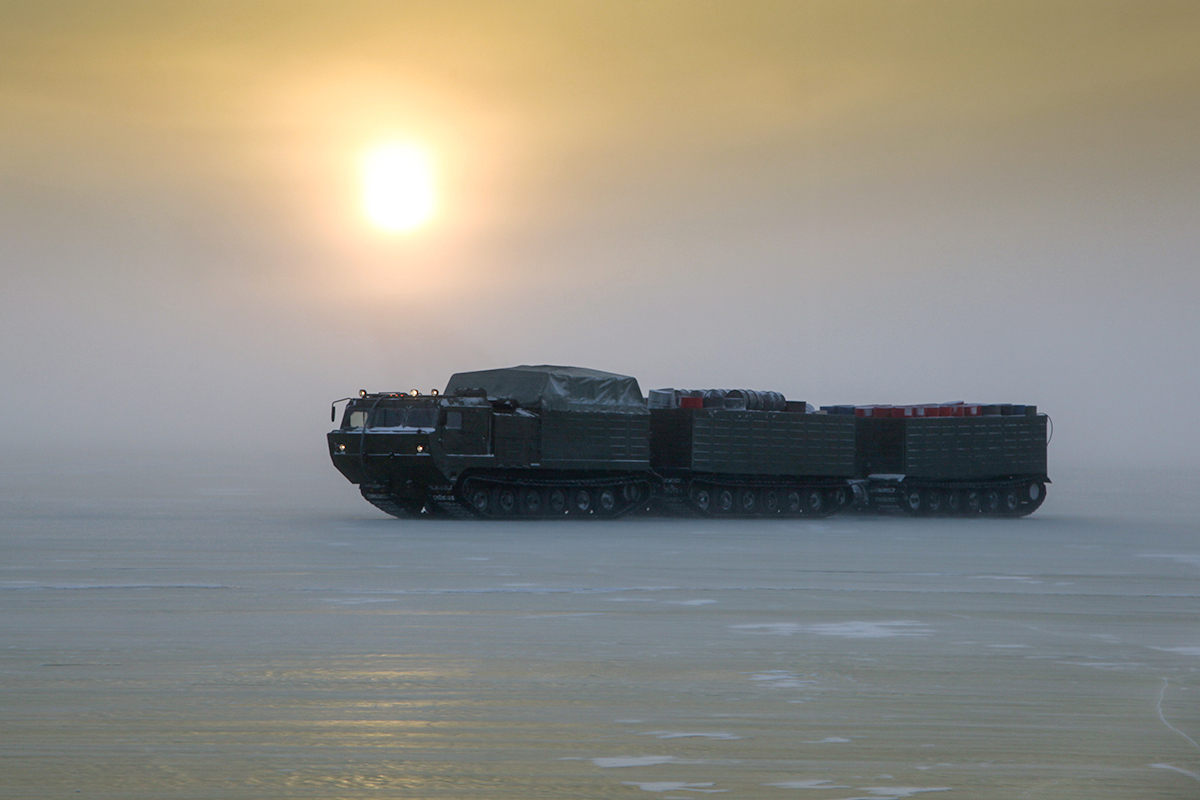
ДТ-30ПМ с третьим неактивным звеном в условиях Арктики
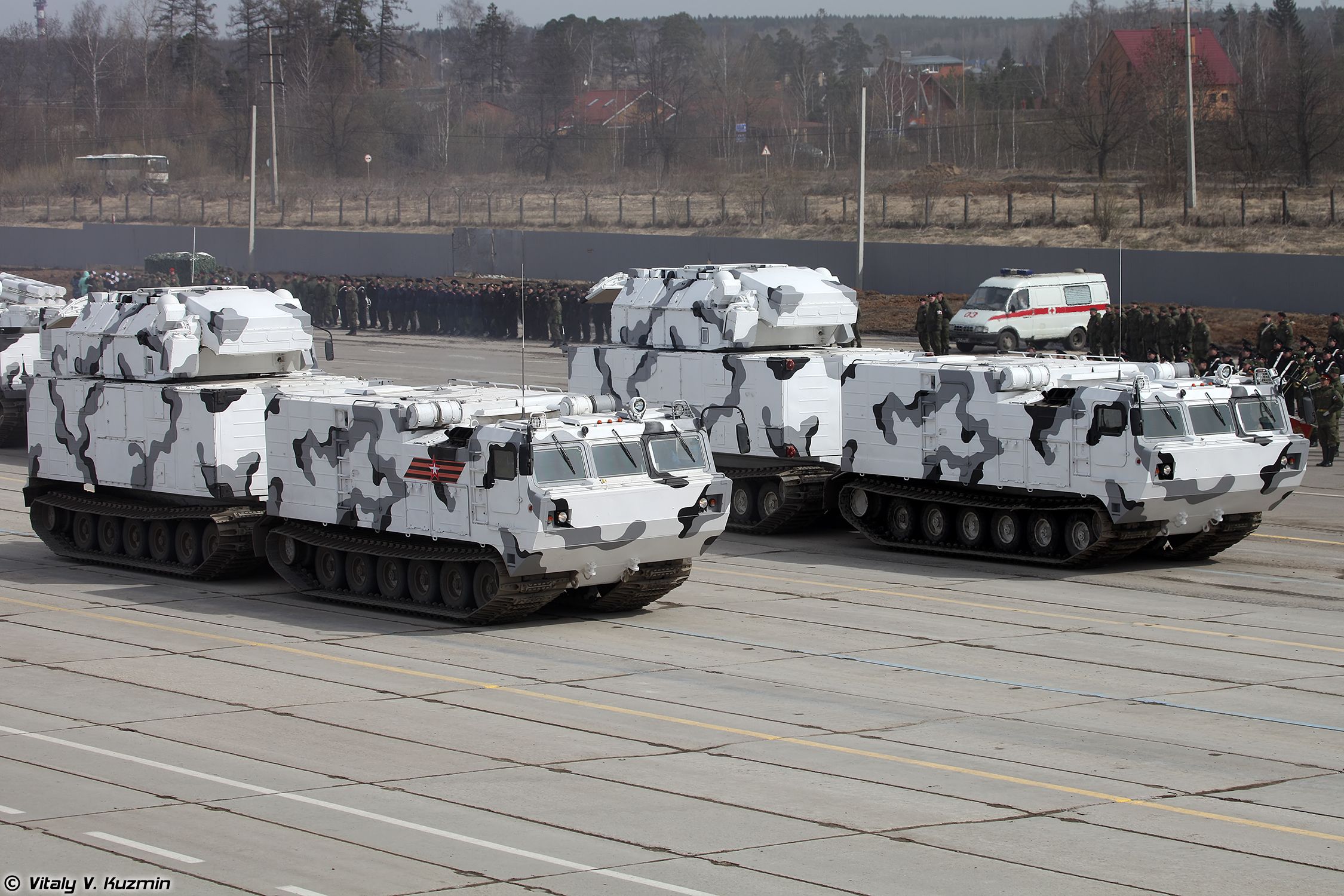
Тор-М2ДТ на репетиции парада Победы 2017 г. в Алабине
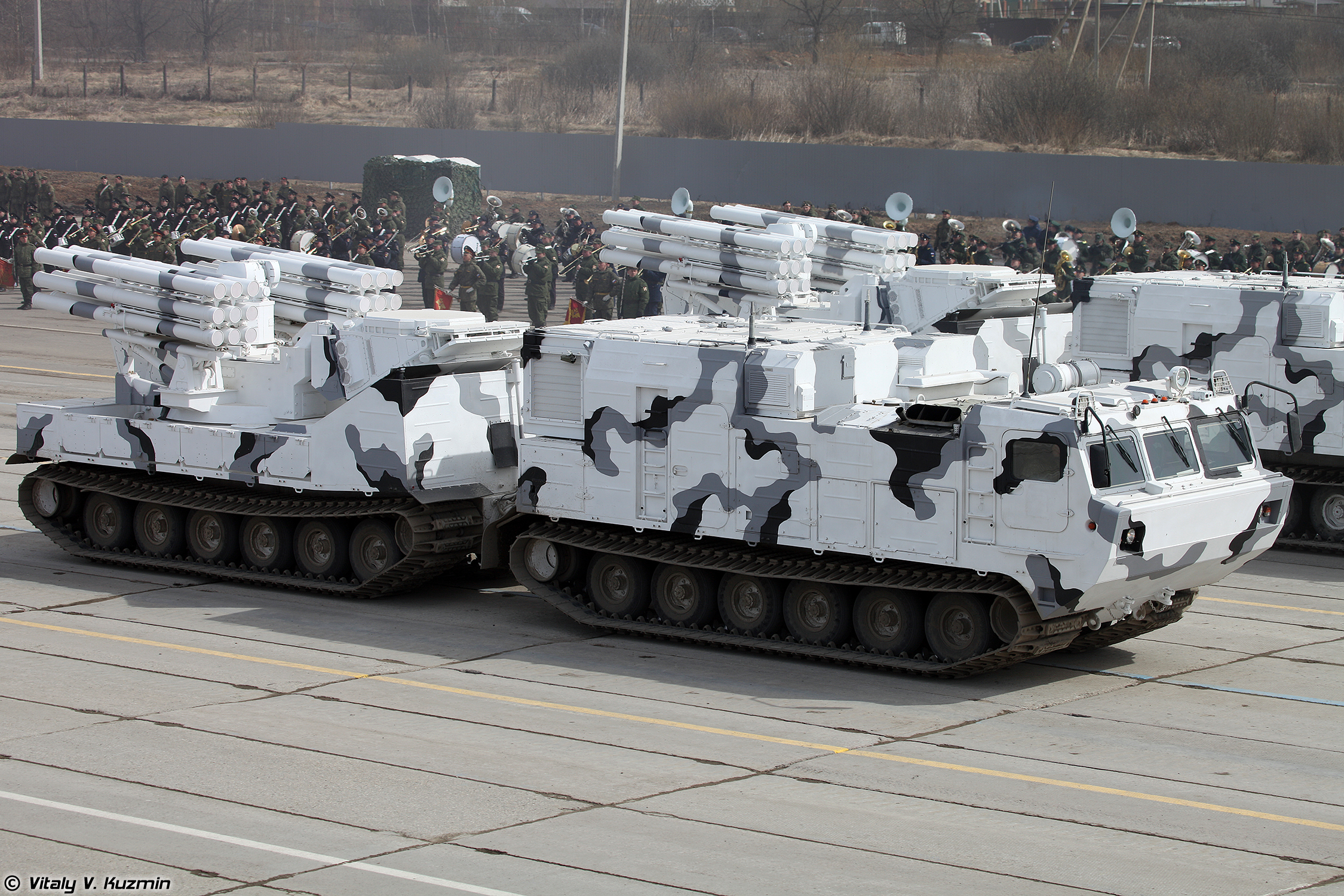
Панцирь-СА на репетиции парада Победы 2017 г. в Алабине

## Создатели
- Осколков, Константин Владимирович — главный конструктор.
- Савельев, Владимир Иванович — первый директор ишимбайского машиностроительного завода

## Испытания

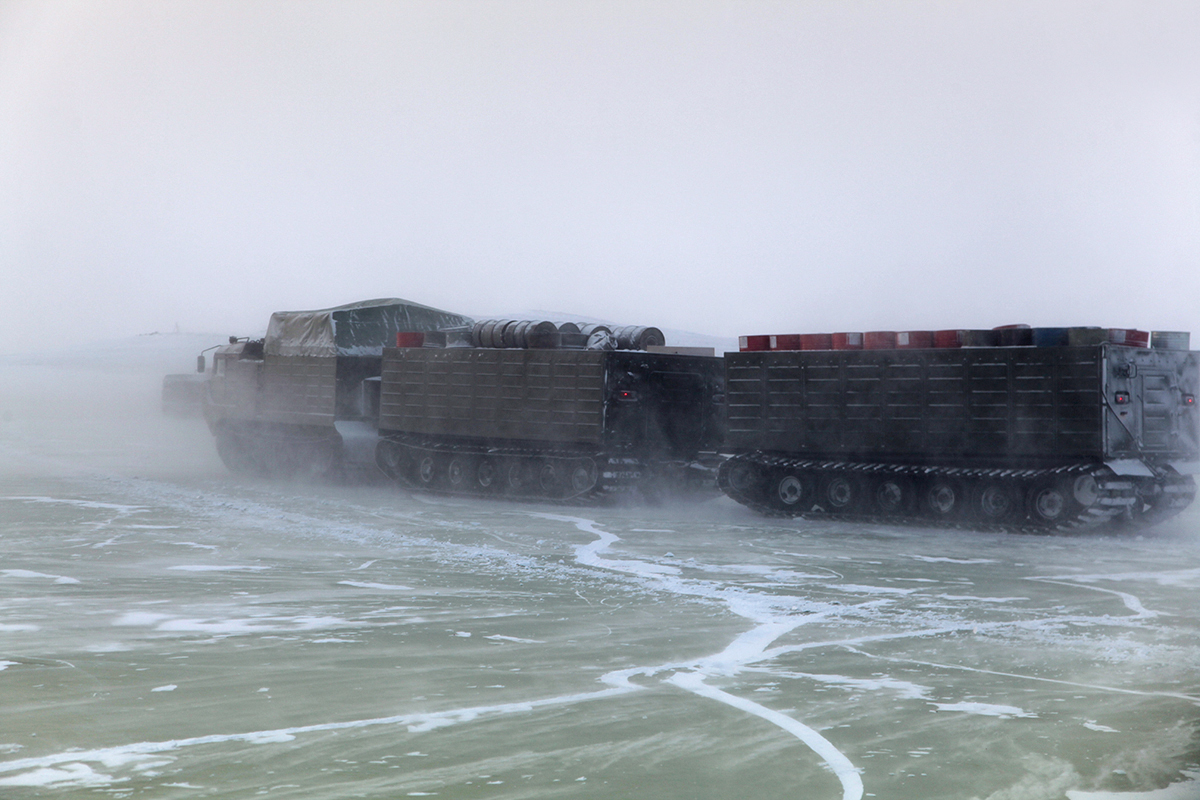
Испытания в Арктике. 18.02.2017

Двухзвенный гусеничный вездеход ДТ-30 в амфибийном броневом варианте ДТ-30ПМ принимали участие в испытаниях Министерства обороны Российской Федерации (Минобороны России) в условиях Крайнего Севера  для проверки его пригодности к оснащению арктических бригад (80-й и 200-й). В ходе экспедиции общей протяженностью около 2400 км оценивались возможности по эксплуатации в условиях низких температур (до − 60 градусов Цельсия), в том числе по обеспечению поддержания автономности, необходимой готовности образца к выполнению задач, поддержанию микроклимата в обитаемых отделениях, особенности движения по торосам, глубокому снегу, при метелях со скоростью ветра более 35 м/с и других особенностей Крайнего Севера. Члены экспедиции Минобороны России стали первыми в мире, кому удалось дойти на военной технике от материковой части до острова Котельный. Маршрут экспедиции пролегал от Тикси до острова Котельный и обратно через мыс Святой Нос, проливы Дмитрия Лаптева и Санникова в море Лаптевых.